# Владимир Канајкин
Владимир Алексејевић Канајкин (рус. Владимир Алексеевич Канайкин; рођен 21. марта 1985.) је руски атлетичар, актуелни светски рекордер у трци у брзом ходању на 35 километара.

## Каријера
Освојио је Светско јуниорско првенство 2002. у трци на 10 км, узео је сребрну медаљу на Светском јуниорском првенству 2004. и завршио девети у трци на 50 км на Европском првенству 2006.
Учествовао је на Светском првенству 2005, али је дисквалификован.
Канајкин је 29. септембра 2007. поставио нови светски рекорд у брзом ходању на 20 км. У рекордној трци у Саранску, у Русији, Канајкин је остварио време од једног сата, 17 минута и16 секунди. Претходни рекорд је држао троструки светски шампион Џеферсон Перес из Еквадора.
Канајкин је учествовао у трци на 20 км на Олимпијским играма у Лондону 2012. године, али је дисквалификован. У Сочију је 19. фебруара 2006, преходао 35 километара за 2:21:31 (два сата, 21 минут и 31 секунду) и тим резултатом је актуелни светски рекордер у овој дисциплини.

## Допинг скандал
5. августа 2008. Канајкину и његовим колегама на тренингу Сергеју Морозову, Виктору Бурајеву и Алексеју Војеводину, које је све тренирао Виктор Чјогин, Светска антидопинг агенција (ВАДА) забранила је да се такмиче две године након што су били позитивни на ЕПО. Позитивни налази су установљени у априлу 2008. и потврдили су допинговање наведених атлетичара. Након истека суспензије, Канајкин је освојио сребро у ходању на 20 км у времену 1:20:27 на Светском првенству у атлетици 2011. у Даегуу.
20. јануара 2015. Канајкину је изречена доживотна дисквалификација од 17. децембра 2012. године, а сви његови резултати у периоду од 25. јануара 2011. до 25. марта 2011., као и од 16. јуна 2011. до 27. септембра 2011. су поништени. 25. марта 2015. ИААФ је уложила жалбу Арбитражном суду у Лозани, Швајцарска, доводећи у питање селективну дисквалификацију периода суспензије шесторо кажњених спортиста, укључујући Канајкина. Суд је 24. марта 2016. пресудио и дисквалификовао све резултате Канајкина од 11. фебруара 2011. до 17. децембра 2012.

## Међународна такмичења
| Година                | Такмичење                          | Место                                     | Позиција              | Дисциплина             | Резултат                 | Белешка               |
| Представљајући Русију | Представљајући Русију              | Представљајући Русију                     | Представљајући Русију | Представљајући Русију  | Представљајући Русију    | Представљајући Русију |
| --------------------- | ---------------------------------- | ----------------------------------------- | --------------------- | ---------------------- | ------------------------ | --------------------- |
| 2001.                 | Светско првенство за млађе јуниоре | Дебрецин, Мађарска                        | 1.                    | 10,000 м               | 42:55,75                 |                       |
| 2002.                 | Светско првенство за јуниоре       | Кингстон, Јамајка                         | 1.                    | 10,000 м               | 41:41,40                 |                       |
| 2004.                 | Светски куп у брзом ходању         | Наумбург, Немачка                         | —                     | 10 км јуниори          | Дисквалификован          |                       |
| 2004.                 | Светско првенство за јуниоре       | Гросето, Италија                          | 2.                    | 10.000 м               | 40:58,48                 |                       |
| 2005.                 | Светско првенство                  | Хелсинки, Финска                          | —                     | 50 км                  | Дисквалификован          |                       |
| 2006.                 | Светски куп у брзом ходању         | Коруња, Шпанија                           | —                     | 50 км                  | Дисквалификован          |                       |
| 2006.                 | Европско првенство                 | Гетеборг, Шведска                         | 9.                    | 50 км                  | 3:51:51                  |                       |
| 2007.                 | Европски куп у брзом ходању        | Ројал Лемингтон Спа, Уједињено Краљевство | 1.                    | 50 км                  | 3:40:57                  |                       |
| 2007.                 | Европски куп у брзом ходању        | Ројал Лемингтон Спа, Уједињено Краљевство | 1.                    | Сениори екипно - 50 км | 8 поена                  |                       |
| 2007.                 | Светско првенство                  | Осака, Јапан                              | —                     | 50 км                  | Одустао                  |                       |
| 2008.                 | Светски куп у брзом ходању         | Чебоксари, Русија                         | —                     | 50 км                  | Дисквалификован          |                       |
| 2011.                 | Европски куп у брзом ходању        | Ољан, Португалија                         | *                     | 20 км                  | Дисквалификован (допинг) |                       |
| 2011.                 | Светско првенство                  | Даегу, Јужна Кореја                       | *                     | 20 км                  | Дисквалификован (допинг) |                       |
| 2012.                 | Светски куп у брзом ходању         | Саранск, Русија                           | *                     | 20 км                  | Дисквалификован (допинг) |                       |
| 2012.                 | Олимпијске игре                    | Лондон, Уједињено Краљевство              | *                     | 20 км                  | Дисквалификован (допинг) |                       |

* Канајкин је првобитно био седми на Европском купу у тркачком ходању 2011. године, освајач сребрне медаље на Светском првенству у атлетици 2011. године, освајач бронзане медаље на Светском купу у брзом ходању 2012. и освајач златне медаље на Летњим олимпијским играма 2012. године.